# グロッペ

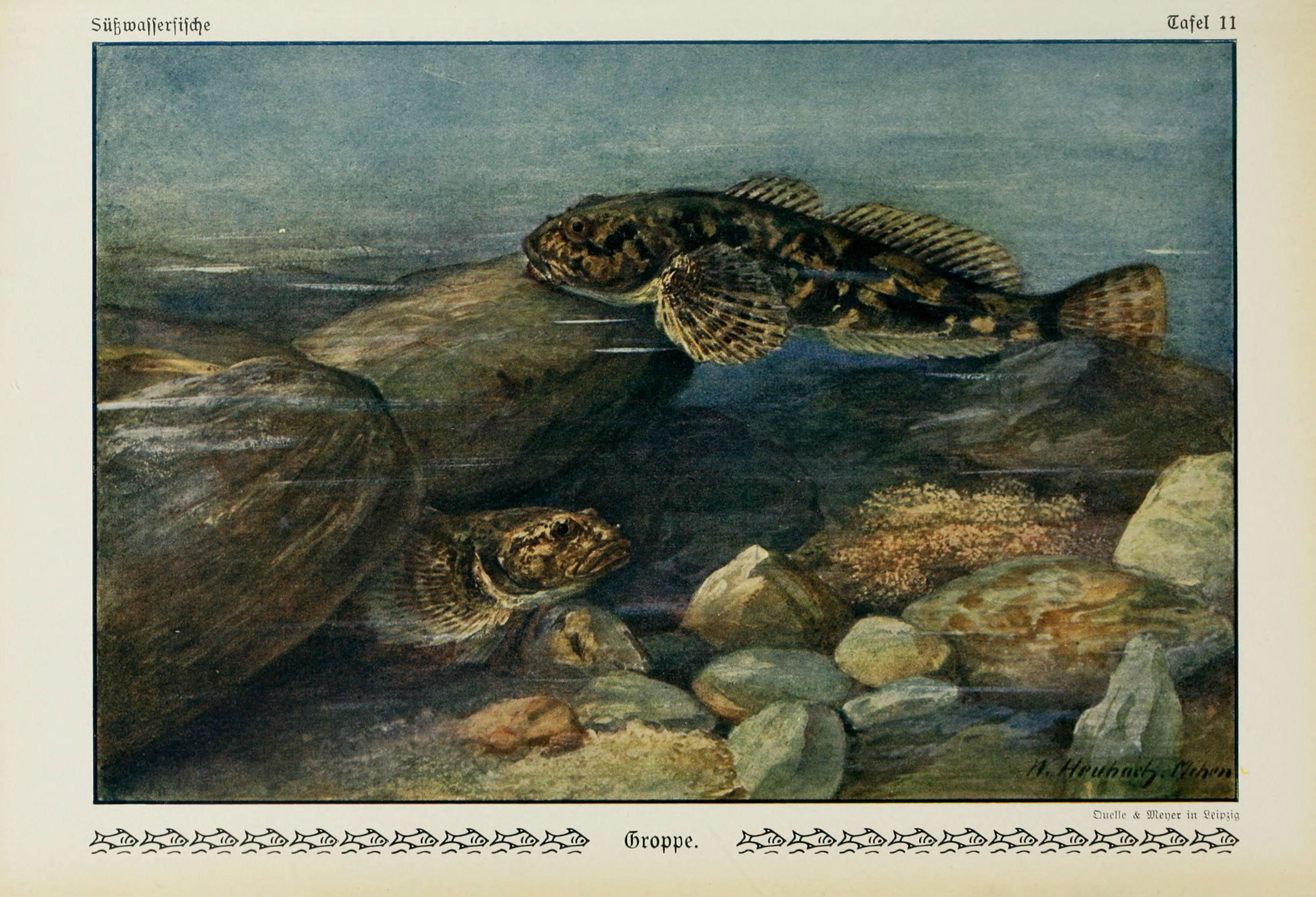
ヨーロッパの切手

グロッペ（ドイツ語: Groppe）またはヨーロッパカジカ(European bullhead)は、ヨーロッパの主に川に広く分布するカジカ科の淡水魚である。英語では、miller's thumb、freshwater sculpin、common bullhead等としても知られている。
小型の底魚で、冷たく透明で流れの早い小型から中型の川に生息している。また、冷たい湖の砂浜でも見られる。さらに、バルト海北部の薄まった汽水でも生息する。

## 記載
大きく幅広の頭部と先細りの体、大きなひれと丸い尾を持つ。目は頭の上近くに付いている。北ヨーロッパで見られる他の淡水カジカであるw:alpine bullheadとは、腹びれの数本の鰭条が、グロッペではほぼ同じ長さであるのに対し、alpine bullheadでは1番目と最後のものが他より長いことで区別される。w:fourhorn sculpinとは、背びれと尻びれが尾の近くまで伸びており、尾柄が短くなっていることから区別できる。川底で休んでいる時には、胸びれが羽のように広がる。体長は6-8cmで、暗い色の斑点がある明るい茶色である。腹びれは無色で、alpine bullheadのような縞模様もない。

## 生態
食料は、底生の昆虫、甲殻類、無脊椎動物等である。春に繁殖する。オスは川底に浅い穴を掘り、数匹のメスがそこに卵を産む。オスはその巣を守り、数か月で卵が孵化する。

## 分類と分布
グロッペは、ヨーロッパの大部分及びイングランドに広く分布しているが、南部の半島やスカンジナビア半島北部には分布しない。単一のタクソンではなく、形態的、遺伝的に差のあるいくつかの分類からなる。そのうちのいくつかはかなり以前から亜種または別種として区別されていたが、実際は今でもグロッペとしてまとめて扱われることが多い。2005年、ヨルク・フライホフらは、グロッペを14の異なる種に分けることを提案した。そのうちの6つは以前から記載されていたもの、8つは新規に記載、命名されたものである。ただし、一般的な言い方や公式には、未だグロッペとしてまとめて扱うのがほとんどである。
- Cottus aturi - フランス（アドゥール川）
- Cottus duranii - フランス（ドルドーニュ川上流、ロワール川等）
- Cottus gobio sensu stricto（狭義のグロッペ） - ドイツ、スウェーデン、中央ヨーロッパ
- Cottus haemusi - ブルガリア（ドナウ川盆地のヴィト川）
- Cottus hispaniolensis - フランス、スペイン（ガロンヌ川）
- Cottus koshewnikow[6] - ヨーロッパ北東部
- Cottus metae - ドナウ川排水路（サヴァ川）
- Cottus microstomus[7] - ヨーロッパ東中央部：ポーランド、スロバキア、ウクライナ等
- Cottus perifretum - グレートブリテン島、オランダ、ドイツ、フランス
- Cottus petiti - フランス（レズ川）
- Cottus rhenanus - オランダ、ドイツ
- Cottus rondeleti - フランス（エロー川）
- Cottus scaturigo - イタリア（トリエステ）
- Cottus transsilvaniae - ルーマニア（ドナウ川盆地のアルジェス川）